# Sergipe
Sergipe is de kleinste van de 26 deelstaten van Brazilië.
De staat met de standaardafkorting SE heeft een oppervlakte van ca. 21.915 km² en ligt in de regio Noordoost. Sergipe grenst aan de Atlantische Oceaan in het oosten en zuidoosten, Bahia in het zuiden en westen en Alagoas in het noorden en noordoosten. In 2017 had de staat 2.288.116 inwoners. De hoofdstad is Aracaju.

## Belangrijke steden
In orde van grootte:
| Stad                                            | Inwoners |
| ----------------------------------------------- | -------- |
| Aracaju                                         | 650.106  |
| Nossa Senhora do Socorro                        | 181.928  |
| Lagarto                                         | 104.099  |
| Itabaiana                                       | 95.196   |
| São Cristóvão                                   | 89.232   |
| Bron: (pt) IBGE - Populatie volgens census 2017 |          |

## Bestuurlijke indeling
De deelstaat Sergipe is ingedeeld in 3 mesoregio's, 13 microregio's en 75 gemeenten.

## Indruk van Sergipe

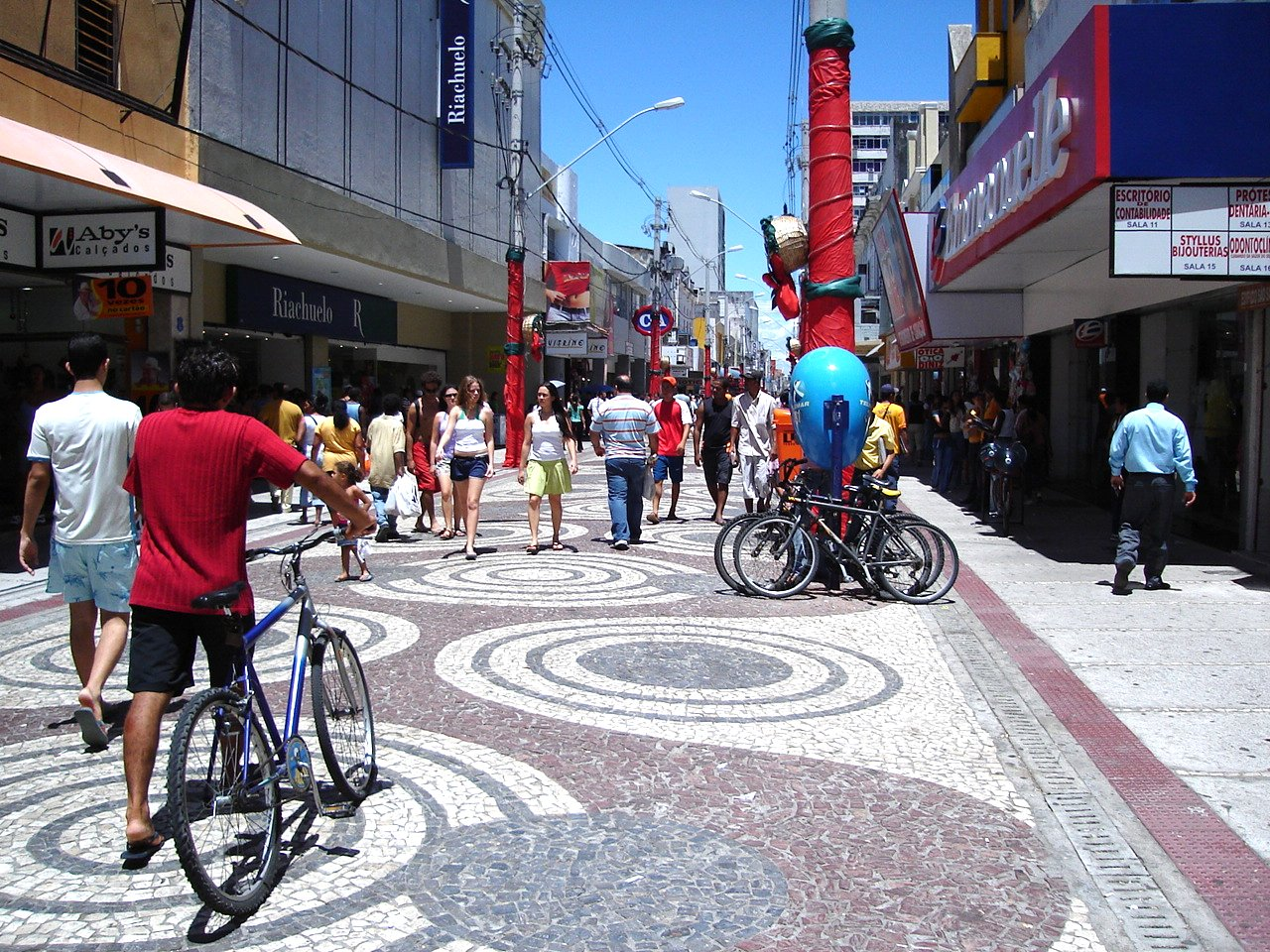
Centrum van Aracaju
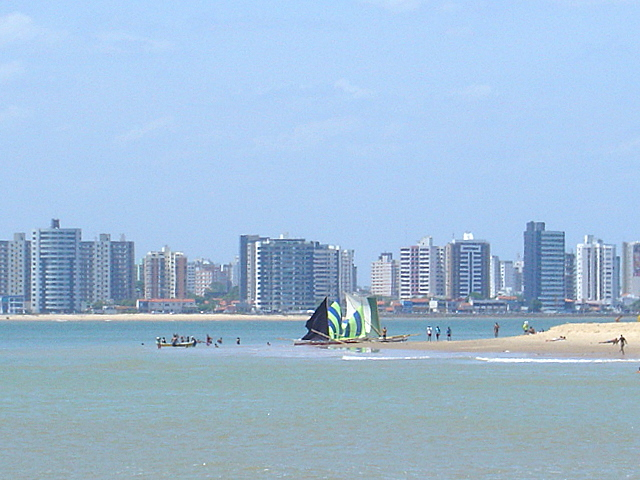
Skyline van Aracaju
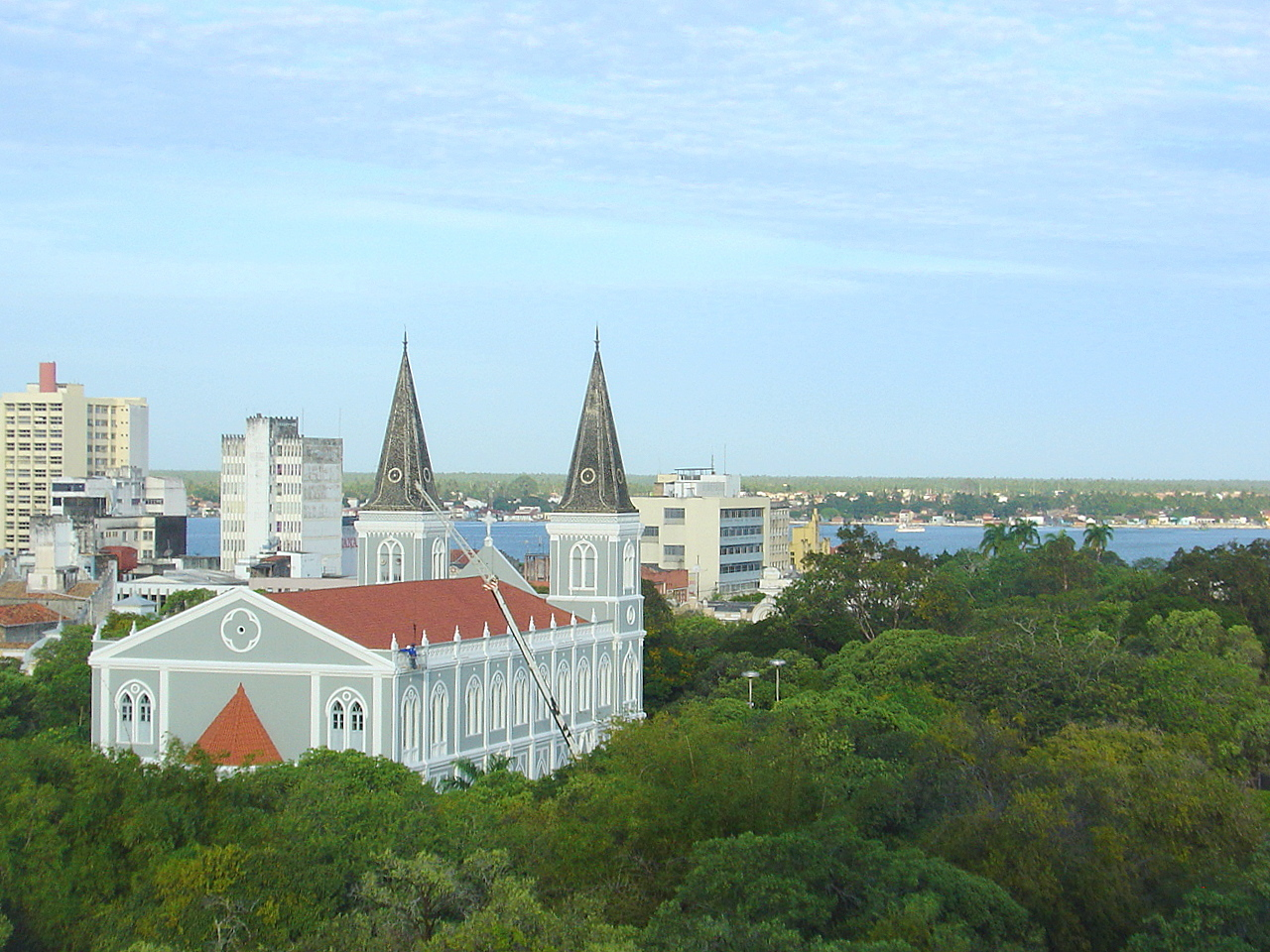
Parque Teófilo Dantas
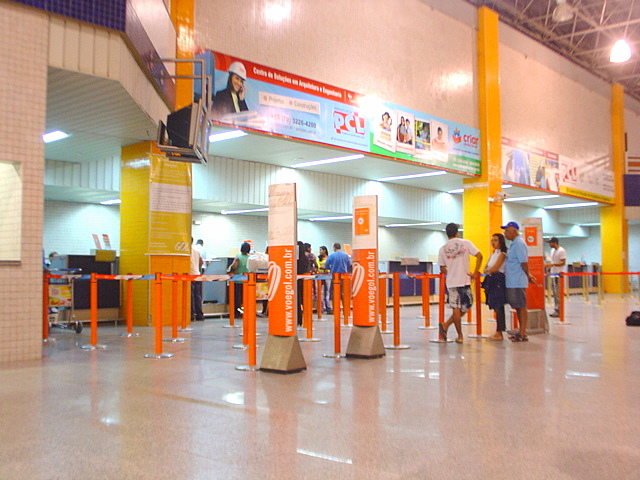
Vliegveld van Aracaju
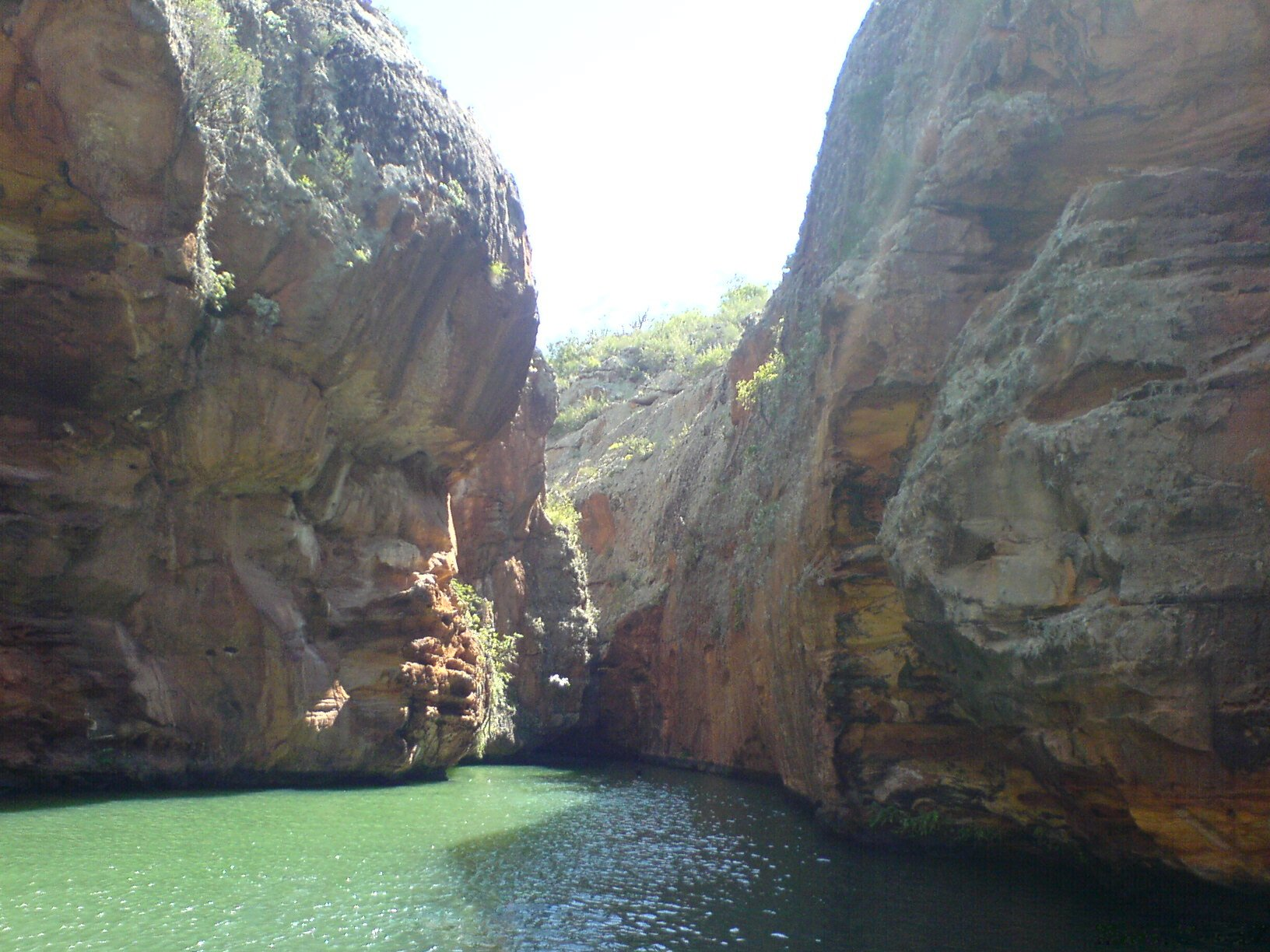
De rivier de São Francisco
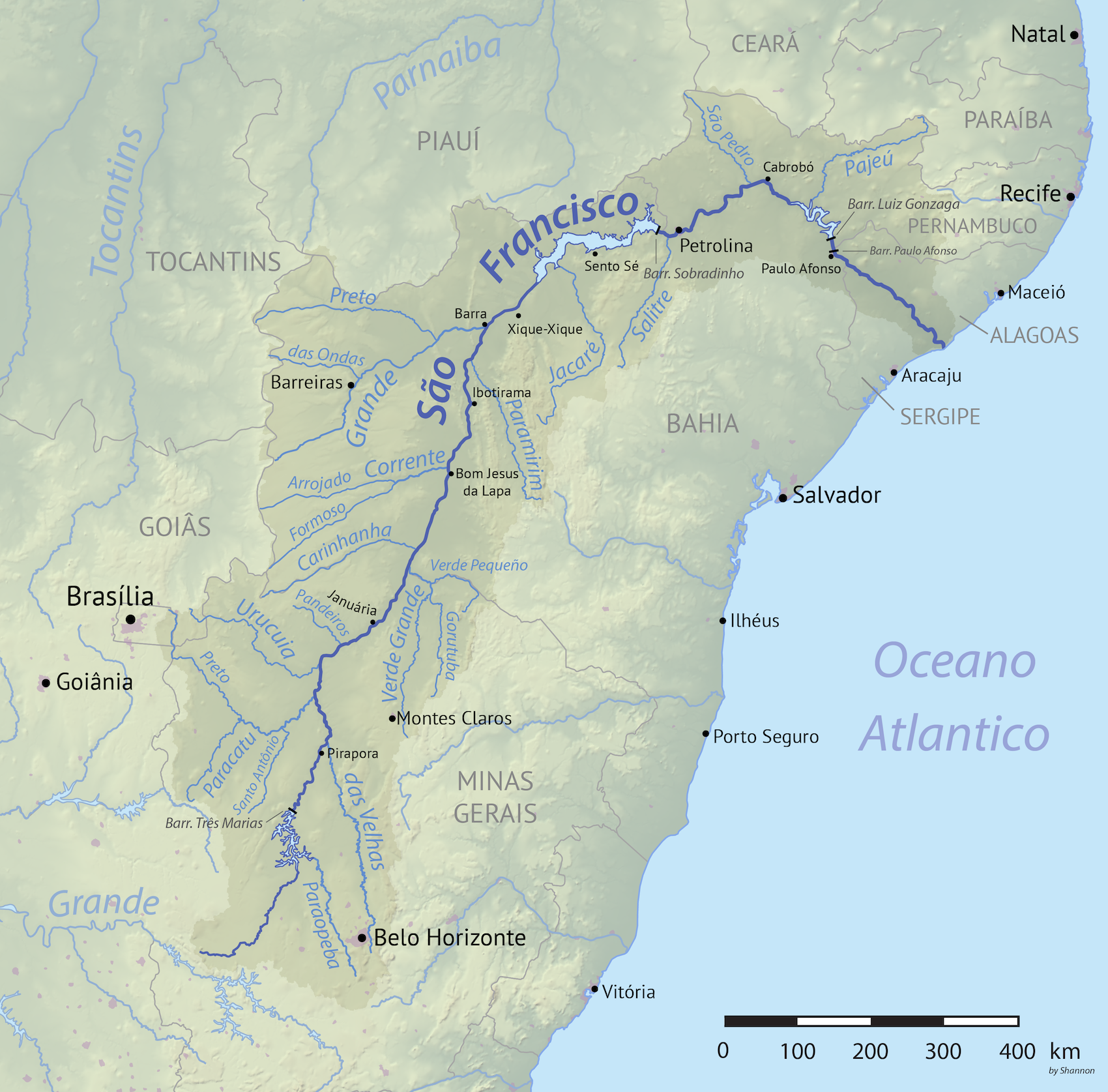
Stroomgebied van de São Francisco